# Cahier d’un retour au pays natal
Cahier d’un retour au pays natal (deutsch u. a. unter dem Titel Zurück ins Land der Geburt erschienen) ist der Name eines poetischen Werkes des afrokaribisch-französischen Schriftstellers Aimé Césaire.
Césaire war einer der Begründer der französischen Négritude-Bewegung. In der surrealistischen, französischen und schwarzen Literatur ist es ein bahnbrechender Text, der als eines seiner berühmtesten literarischen Werke gilt. Der Text, ein Langgedicht wurde 1939 veröffentlicht.

## Inhaltliche Übersicht
In dem langen Poem – in der Fassung von 1939 umfasst es ca. 40 Seiten – beschreibt der Dichter die Rückkehr in seine Heimat Martinique nach einem Aufenthalt in Frankreich. Verfasst ist der Text in freien Versen, in einer metaphernreichen Sprache und in einem Französisch, das durch unterschiedlichste literarische und sprachliche Einflüsse, wie Wortbildungen aus dem kreolischen Französisch, modifiziert ist.
Das Gedicht beginnt zunächst mit einer Kritik des Dichters am Kolonialismus und an der Unterwürfigkeit und Willfährigkeit der Schwarzen. Nach der Ankunft in Frankreich, wird der Dichter (das lyrische Ich) mit Rassismus und Gewalt, mit dem „Weißen Denken“ konfrontiert. Er sieht Bilder von Elend und Unterdrückung und reagiert mit Empörung und „stummer Wut […] auf koloniale Herrschaft und christliche Doppelmoral“. Nach einer Phase der Übernahme und Akzeptanz dieser negativen, „koloniale Zuschreibung“ beginnt ein Prozess der Selbstbesinnung und Selbstbehauptung. Der Blick richtet sich auf andere mögliche Denk- und Lebensweisen. Es beginnt eine Solidarisierung des Dichters mit anderen Unterdrückten in der Welt, „eine Art Universalismus der Kolonisierten und Ausgebeuteten.“ Das Ende des Texts skizziert, wie sich auf einem europäischen Schiff eine Gruppe Schwarzer Menschen erhebt, gegen ihre Versklavung erfolgreich revoltiert und sich mit dem Schiff – frei – auf Fahrt begibt.
Der Begriff „Négritude“, den Aimé Césare hier verwendet und den er 1935 in einem Essay vom 1. März in der Pariser Zeitschrift L’Etudiant Noir geprägt hat, wurde in der Folge das Leitwort für die von Léopold Sédar Senghor und Aimé Césaire begründete Bewegung der Négritude, einer politischen und literarischen Bewegung gegen die Exotisierung und unterstellte Kulturlosigkeit Afrikas.

## Entstehungs- und Publikationsgeschichte

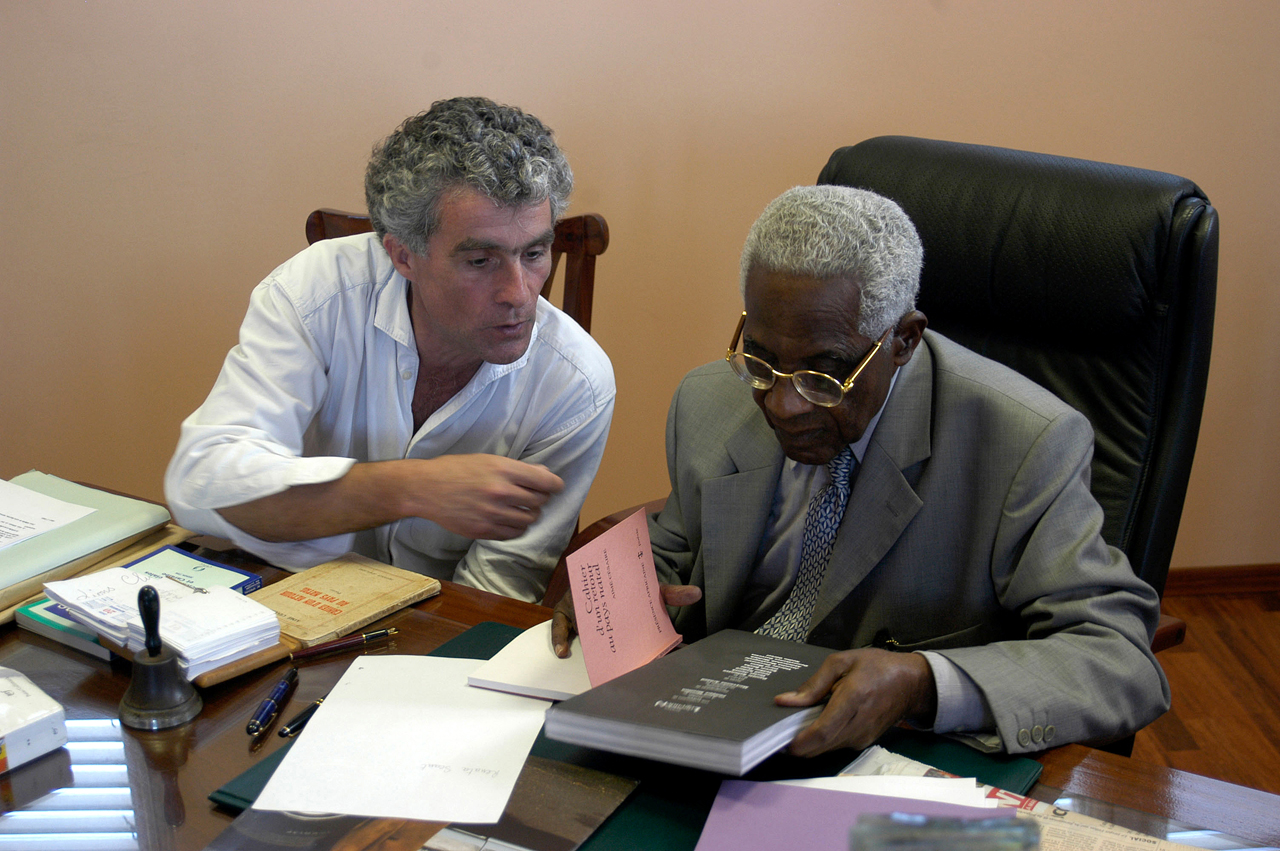
Césaire mit dem Publizisten Philippe Mouillon und einer Ausgabe seines Buchs Cahier d’un retour au pays natal, 2003.

Das Cahier d’un retour au pays natal, Césaires erstes poetisches Werk, entstand zwischen 1936 und 1939. Césaire begann mit dem Schreiben während eines Ferienaufenthalts in Jugoslawien und setzte die Arbeit daran nach seiner Rückkehr nach Martinique fort. Die erste Version wurde 1939 in der Ausgabe Nr. 20 der französischen Zeitschrift Volonté gedruckt. Bereits 1940 (Nachdruck 1968) erschien in Havanna im Verlag Molina eine spanische Übersetzung durch Lydia Cabrera mit dem Titel Retorno al pais natal und mit einem Vorwort von Benjamin Peret. Dem Erstdruck in französischer Sprache folgten zwei weitere Textausgaben, im Januar 1947 bei Brentano’s in New York und im März desselben Jahres bei Bordas in Paris, die beide wesentliche Unterschiede in Inhalt, Form und Tendenz aufweisen. Die Bordas-Ausgabe von 1947 wird begleitet von einer Einführung von André Breton. Als definiv letzte, zu Césaires Lebzeiten erschienene Ausgabe gilt die 1956 in dem Pariser Verlag Présence africaine erschienene Ausgabe, mit dem Vorwort von Petar Guberina.
Der französische Literaturwissenschaftler Jean-Marc Moura (* 1956) schreibt zu den verschiedenen Textversionen Césaires: „Bei der Lektüre der vier Textausgaben des Cahier […] zeigt sich ein Palimpsest, bei dem die Schichten des Geschriebnen die Aussage, die zu Anfang getroffen wird, vervollständigen und unterstreichen, beziehungsweise den ursprünglichen Sinn einschränken oder verdunkeln, indem aktuelle Politik in ein Poem, ursprünglich als überzeitlich und spirituell konzipiert, eingeschrieben und an die Dynamik der Avantgarde angeschlossen wird“.
Die erste deutsche Übersetzung von Janheinz Jahn erschien 1962 im Insel-Verlag. Eine weitere Übersetzung durch Klaus Laabs folgte 2000 im Verlag Matthes & Seitz.

## Rezeption
André Breton nannte Cesaires Cahier „nichts weniger als das größte lyrische Denkmal dieser Zeit“.
Das Poem wurde mehrfach für die Bühne bearbeitet und szenisch aufgeführt.

Der Schauspieler und Dramaturg Jacques Martial (* 1955) erarbeitete eine Bühnenfassung, die 2002 auf dem Festival in Avignon mit Martial als Darsteller ihre Premiere hatte. 2022 führte die Compagnie de la Comédie Noire das Stück am Pariser Théâtre de l’Epée de Bois auf, Regie Jean-Marc Feniou und mit Martial auf der Bühne. Die Produktion entstand in Kooperation mit der Scène Nationale de la Guadeloupe und dem Festival Ten Days on the Island, Hobart, Australien.
Vom 11.–18. Mai 2024 strahlte France.TV das Video einer szenischen Produktion des Cahier aus. Der Text wurde von dem Schauspieler, Regisseur und Präsident des Centre burkinabè de l’Institut International du Théâtre Étienne Minoungou bearbeitet und auf der Bühne dargestellt (Dauer 64 min).

## Ausgaben
- Aimé Césaire: Cahier d'un retour au pays natal. 1939. (Weitere Ausgaben 1980, 1983, 1987, 1988, 1995, 2008).

Übersetzungen
- Janheinz Jahn (Übers.): Zurück ins Land der Geburt. Insel Verlag, Frankfurt 1962.
- Klaus Laabs (Übers.): Ein Mensch, der schreit. Notizen von einer Rückkehr in die Heimat/Corps perdu. Matthes & Seitz 2000, ISBN 978-3-88221-713-1
- engl. Übers. Notebook of a Return to My Native Land: Cahier d'un retour au pays natal. Bloodaxe Contemporary French Poets 1995